# Mark of the Vampire
Mark of the Vampire is een Amerikaanse horrorfilm uit 1935 onder regie van Tod Browning. Destijds werd de film in Nederland uitgebracht onder de titel Het huis der verschrikkingen.

## Verhaal
Karell Borotyn wordt dood aangetroffen in zijn slot in Praag met twee kleine wondjes in zijn nek. Baron Otto en dokter Doskil zijn ervan overtuigd dat hij vermoord werd door een vampier. Ze verdenken graaf Mora en zijn dochter Luna. Inspecteur Neumann weigert hun verhaal te geloven.

## Rolverdeling
| Acteur           | Personage          |
| ---------------- | ------------------ |
| Lionel Barrymore | Professor Zelin    |
| Elizabeth Allan  | Irena Borotyn      |
| Béla Lugosi      | Graaf Mora         |
| Lionel Atwill    | Inspecteur Neumann |
| Jean Hersholt    | Baron Otto         |
| Henry Wadsworth  | Fedor Vincente     |
| Donald Meek      | Dokter Doskil      |
| Jessie Ralph     | Vroedvrouw         |
| Ivan F. Simpson  | Jan                |
| Franklyn Ardell  | Chauffeur          |
| Leila Bennett    | Maria              |
| June Gittelson   | Annie              |
| Carroll Borland  | Luna               |
| Holmes Herbert   | Karell Borotyn     |
| Michael Visaroff | Herbergier         |